# Jānis Blūms
Jānis Blūms (Saldus, 20 aprile 1982) è un ex cestista lettone.
Alto 190 cm, giocava come playmaker.

## Carriera
Con la Lettonia ha disputato sette edizioni dei Campionati europei (2005, 2007, 2009, 2011, 2013, 2015, 2017).

## Palmarès
- Campionato lettone: 4

Ventspils: 2004-05, 2005-06
VEF Riga: 2016-17, 2019-20
- Lega Baltica: 1

Lietuvos rytas: 2006-07
- Coppa di Grecia: 1

Panathinaikos:	2014-15